# Leptometopa kaszabi
Leptometopa kaszabi är en tvåvingeart som beskrevs av Papp 1976. Leptometopa kaszabi ingår i släktet Leptometopa och familjen sprickflugor. Inga underarter finns listade i Catalogue of Life.